# Platon Karsavine
Pour les articles homonymes, voir Karsavine.
Platon Karsavine (en russe : Платон Константинович Карсавин, né à Saint-Pétersbourg le 17 novembre 1854 et mort à Pétrograd en 1922) est un danseur russe de ballets.

## Biographie
Son père était un acteur provincial, mais pour subvenir aux besoins de sa famille de trois enfants, il devient tailleur et doit déménager à Saint-Pétersbourg. Il meurt lorsque Platon Karsavine est âgé de 6 ans et celui-ci et son frère Vladimir sont placés à l'École impériale de théâtre pour l'enseignement libre sans le paiement. C'est là que Platon Karsavine suit les cours de Marius Petipa.
Platon Karsavine termine l'École impériale en 1875 et commence sa carrière de danseur au Théâtre Mariinsky. Il danse dans les ballets d'Arthur Saint-Léon, de Marius Petipa, de Lev Ivanov. Il fait partie de la troupe du Théâtre Mariinsky jusqu’en 1891 et durant ses dernières années enseigne à l'école chorégraphique. Parmi ses élèves figurent Michel Fokine, Alexandre Gorski, Adolph Bolm, Vassili Tikhomirov, Alexandre Monakhov, Alexandre Tchekryguine ou encore Alexandre Chiriaïev, le petit-fils de Cesare Pugni.
Sa femme, Anna Khomiakova, est la nièce du célèbre philosophe Alexeï Khomiakov (la fille du cousin d’Alexeï Khomiakov). Ensemble ils ont deux enfants :
- Lev Karsavine (ru) (1882 – 1952) est un philosophe et poète, l’auteur de livres sur l’histoire de la culture européenne, et professeur à l'Université de Saint-Pétersbourg et l'Université de Vilnius ; il est arrêté par le régime de Staline[3],[4].
- Tamara Karsavina (1885 – 1978) qui deviendra une danseuse russe.